# Jayamandiri
Jayamandiri is een bestuurslaag in het regentschap Sumedang van de provincie West-Java, Indonesië. Jayamandiri telt 2037 inwoners (volkstelling 2010).